# دانشگاه لوس آندس (کلمبیا)
دانشگاه لوس آندس یک دانشگاه تحقیقاتی خصوصی می‌باشد که در سال ۱۹۴۸در مرکز شهر بوگوتا، کلمبیا تأسیس شده‌است. دانشگاه لوس آندس همیشه به عنوان یکی از بهترین دانشگاه‌های کلمبیا محسوب می‌شود و در بین ۱۰ دانشگاه برتر آمریکای لاتین قرار دارد. از سال ۲۰۱۱، ۱۲۸ گروه تحقیقاتی که بیشتر آنها را علوم اجتماعی، ریاضیات، فیزیک و مهندسی تشکیل می‌دادند در این دانشگاه شروع به کار کرده‌اند.تا سال ۲۰۱۷، تعداد این گروه‌ها به ۱۵۳گروه تحقیقاتی افزایش یافته‌است. دانشگاه لوس آندس یکی از معدود دانشگاه‌های کلمبیایی می‌باشد که مجوز رسمی با کیفیت بالا را از وزارت آموزش و پرورش کلمبیا در ماه ژانویه ۲۰۱۵ دریافت کرده‌است. در این دانشگاه ۱۵۹۲۱ دانشجو مشغول به تحصیل می‌باشند که از این میان ۸۵٫۲ درصد از آنها دانشجویان دوره کارشناسی و مابقی را دانشجویان تحصیلات تکمیلی تشکیل می‌دهند.

## پردیس
پردیس دانشگاه در مرکز تاریخی بوگوتا واقع شده‌است، منطقه ای که اکثر ساختمان‌های شهری دانشگاه‌ها، بانک‌ها و شرکت‌های بزرگ کلمبیایی، دفاتر اصلی دولت ملی و محلی؛ و انواع مکان‌های دیدنی فرهنگی مانند کتابخانه‌ها، موزه‌ها، تئاترها، مراکز علمی و ادبی و گالری‌های هنری را در بر می‌گیرد.
همچنین پردیس متشکل شده‌است از:
- کافه تریا مرکزی و بسیاری از ایستگاه‌های غذائی دیگر در داخل و خارج از محوطه دانشگاه
- امکانات ورزشی
- خدمات بهداشتی
- مناطقی برای استراحت و مطالعه

## رتبه‌بندی
براساس رتبه‌بندی مؤسسه QS در سال ۲۰۲۰ دانشگاه لوس آندس در رتبه ۲۳۴ دانشگاه هان جهان قرار گرفته‌است.همچنین در رتبه‌بندی برترین دانشگاه‌های جهان در سال ۲۰۲۰ که مؤسسه تایمز آن را ارائه داده‌است این دانشگاه در رتبه ۸۰۰–۶۰۱ برترین دانشگاه‌های جهان قرار دارد.